# Seleção Kosovar de Futebol
A Seleção Kosovar de Futebol representa o Kosovo em partidas internacionais. A equipe é controlada pela Federação Kosovar de Futebol, atualmente membro da UEFA.

## História

### Pré-independência

#### Era iugoslava
A Seleção Iugoslava em competições internacionais incluia frequentemente jogadores do Kosovo, como Fadil Vokrri e Stevan Stojanović. Três outros jogadores de futebol do Kosovo, Fahrudin Jusufi, Milutin Šoškić e Vladimir Durković, fizeram parte da equipa iugoslava que conquistou a medalha de ouro nos Jogos Olímpicos de Verão de 1960 e medalha de prata na Taça das Nações Europeias de 1960.

#### Após a dissolução da Iugoslávia
A primeira equipa nacional não oficial do Kosovo foi formada após a dissolução da Iugoslávia e jogou vários amistosos. Em 14 de fevereiro de 1993, o primeiro foi contra a Albânia e o jogo terminou com uma derrota fora de casa por 3 a 1.

#### Depois da guerra do Kosovo
Em 7 de setembro de 2002, se reuniu pela primeira vez após a Guerra do Kosovo e disputou um jogo amistoso contra a Albânia e o jogo terminou com uma derrota mínima de 1 a 0 em casa.
Um dos jogos internacionais mais importantes foi uma vitória por 1 a 0 sobre a Arábia Saudita, disputada em 15 de junho de 2007. Foi a primeira vez que o Kosovo jogou contra uma equipe que participou da Copa do Mundo da FIFA e o gol da vitória foi marcado por Kristian Nushi com um pênalti aos 84 minutos. Em 22 de abril de 2006, o Kosovo venceu Mônaco pela primeira vez e a partida terminou em 7 a 1, e esse recorde continua ininterrupto até os dias de hoje como a maior vitória kosovar.

### Depois da independência

#### Primeira partida
Em 17 de fevereiro de 2010, pela primeira vez desde a declaração da independência, o Kosovo disputou um amistoso contra a Albânia e o jogo terminou com uma derrota em casa por 2 a 3. Este jogo teve um caráter humanitário, porque os lucros reunidos a partir deste encontro vão para aqueles afetados pelas enchentes em Shkodër.

#### Esforços para internacionalização
Em 6 de maio de 2008, após a declaração de independência da Sérvia, o Kosovo solicitou a adesão à FIFA. Em 24 de outubro de 2008, o pedido de Kosovo foi discutido no Congresso da FIFA em Zurique, quando Kosovo foi rejeitado como membro da FIFA e não pôde jogar amistosos, pois considerou que ele não estava em conformidade com o artigo 10 dos estatutos da FIFA, que diz "estado reconhecido pela comunidade internacional pode ser admitido na FIFA". Em 22 de maio de 2012, a FIFA reviu essa decisão afirmando que o Kosovo poderia jogar contra outros países em amistosos internacionais, de acordo com o Artigo 79 dos Estatutos da FIFA.
Em setembro de 2012, o futebolista albanês Lorik Cana, juntamente com Granit Xhaka, Valon Behrami e Xherdan Shaqiri, todos eles de origem albanesa do Kosovo, escreveram uma declaração ao presidente da FIFA, Joseph Blatter, pedindo que permitisse que a seleção nacional do Kosovo fosse autorizada para jogar partidas amistosas. A declaração também foi assinada por outros oito futebolistas albaneses, vindos do Kosovo como Ahmed Januzi, Alban Meha, Armend Dallku, Burim Kukeli, Etrit Berisha, Fatmire Bajramaj, Lorik Cana, Mërgim Mavraj e Samir Ujkani. Em maio de 2012, em uma reunião realizada, a FIFA decidiu permitir que amistosos fossem disputados, uma decisão que posteriormente foi revogada após um protesto emitido pela Associação de Futebol da Sérvia. Alguns jogadores, especialmente os sérvios do Kosovo, como Milan Biševac e Miloš Krasić, continuaram a jogar pela Sérvia. Uma nova reunião foi realizada na FIFA, nos dias 27 e 28 de setembro, na qual a questão do Kosovo foi novamente planejada para ser discutida, a qual foi então adiada para dezembro.

## Histórico em Copas do Mundo
- 1930 a 1998 - Não se inscreveu, integrou a Seleção Iugoslava de Futebol
- 2002 a 2014 - Não era membro da FIFA
- 2018 a 2022 - Não se classificou
- 2026 - Em disputa

## Histórico em Campeonatos Europeus
- 1960 a 2000 - Não se inscreveu, integrou a Seleção Iugoslava de Futebol
- 2004 a 2016 - Não era membro da FIFA
- 2020 a 2024 - Não se classificou

## Recordes
- Atualizado até 18 de novembro de 2024
- Jogadores em negrito ainda em atividade pela Seleção Kosovar.

| Pos. | Jogador             | Partidas | Gols | Em atividade |
| ---- | ------------------- | -------- | ---- | ------------ |
| 1    | Amir Rrahmani       | 62       | 7    | 2014–        |
| 2    | Mërgim Vojvoda      | 61       | 2    | 2016–        |
| 3    | Milot Rashica       | 59       | 12   | 2016–        |
| 3    | Fidan Aliti         | 59       | 2    | 2017–        |
| 5    | Vedat Muriqi        | 58       | 28   | 2016–        |
| 6    | Valon Berisha       | 48       | 4    | 2016–        |
| 7    | Arijanet Muric      | 42       | 0    | 2018–        |
| 7    | Edon Zhegrova       | 42       | 5    | 2018–        |
| 9    | Bersant Celina      | 38       | 2    | 2014–        |
| 10   | Florent Hadergjonaj | 37       | 1    | 2019–        |

| Pos. | Jogador          | Gols | Partidas | Média por jogo | Em atividade |
| ---- | ---------------- | ---- | -------- | -------------- | ------------ |
| 1    | Vedat Muriqi     | 28   | 58       | 0.48           | 2016–        |
| 2    | Milot Rashica    | 12   | 59       | 0.2            | 2016–        |
| 3    | Arbër Zeneli     | 9    | 33       | 0.27           | 2016–        |
| 4    | Amir Rrahmani    | 7    | 62       | 0.11           | 2014–        |
| 5    | Elbasan Rashani  | 5    | 29       | 0.17           | 2015–        |
| 5    | Edon Zhegrova    | 5    | 42       | 0.12           | 2018–        |
| 7    | Benjamin Kololli | 4    | 24       | 0.17           | 2016–        |
| 7    | Valon Berisha    | 4    | 48       | 0.08           | 2016–        |
| 9    | Albert Bunjaku   | 3    | 6        | 0.5            | 2014–2016    |
| 9    | Atdhe Nuhiu      | 3    | 19       | 0.16           | 2017–2020    |
| 9    | Besar Halimi     | 3    | 34       | 0.09           | 2015–2021    |

## Treinadores
| - Ajet Shosholli (1993–2002) - Bylbyl Sokoli (2002–2005) - Muharrem Sahiti (2005–2006) - Edmond Rugova (2006–2009) - Albert Bunjaki (2009–2017) | - Muharrem Sahiti (2017–2018, interino) - Bernard Challandes (2018–2021) - Primož Gliha (2021–2022, interino) - Alain Giresse (2022–2023) - Primož Gliha (2023) - Franco Foda (2024–) |